# Блокинг-генератор

Блокинг-генератор с электровакуумным триодом в качестве активного элемента

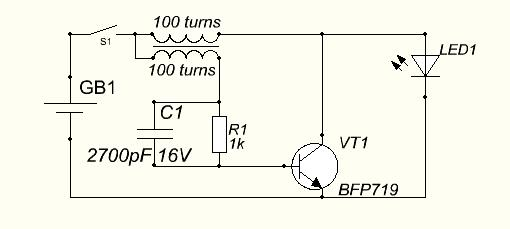
Использование блокинг-генератора для увеличения времени работы светодиодного карманного фонаря. Светодиод работает в импульсном режиме и светоотдача при этом уменьшается.

Бло́кинг-генера́тор — генератор сигналов с трансформаторной положительной обратной связью, формирующий кратковременные (обычно от долей микросекунд до миллисекунд) электрические импульсы, повторяющиеся через большие относительно длительности импульса интервалы, то есть имеющих большую скважность.
Применяются в радиотехнике и в устройствах импульсной техники. В качестве активного элемента применяется транзистор или электронная лампа.
Блокинг-генератор представляет собой релаксационную схему, содержащую усилительный элемент (например, транзистор), работающий в ключевом режиме и трансформатор, через который осуществляется положительная обратная связь.
Достоинствами блокинг-генераторов являются сравнительная простота, возможность подключения нагрузки через трансформатор с гальванической развязкой, способность формировать мощные импульсы, близкие по форме к прямоугольным.
Среди многообразия случаев использования блокинг-генераторов можно выделить четыре главных:
1. формирователи импульсов;
2. сравнивающие устройства — компараторы;
3. импульсные автогенераторы;
4. делители частоты.

При использовании в качестве формирователей импульсов блокинг-генераторы работают в ждущем режиме. Важнейшими их характеристиками являются чувствительность к запуску, длительность формируемых импульсов и её стабильность, предельно достигаемая частота срабатываний.
В блокинг-генераторах со встречным включением обмоток (положительной обратной связью) количество витков базовой или сеточной обмотки трансформатора должно превышать количество витков коллекторной или анодной как минимум в три раза.

## Описание работы
Схема работает благодаря положительной обратной связи через трансформатор. В течение времени Tзамкнут ключ замкнут, в течение времени Tразомкнут ключ разомкнут.

### Ключ замкнут
Когда ключ (транзистор или электронная лампа) замкнут, почти всё напряжение источника питания Vб приложено к первичной обмотке трансформатора. При этом из-за индуктивности обмотки намагничивающий ток Iн = V1×t/L, где t — параметр времени, приблизительно линейно увеличивается.
Этот намагничивающий ток Iн будет следовать за наведённым током вторичной обмотки I2, втекающим в её нагрузку (например, на управляющий вход ключа; наведённый вторичной обмоткой ток первой обмотки равен I1/N). Изменение тока первичной обмотки вызывает изменение потока магнитного поля, проходящего через обмотки трансформатора; это меняющееся магнитное поле наводит относительно постоянное напряжение во вторичной обмотке V2 = N×Vб. В некоторых схемах (как показано на картинках) напряжение вторичной обмотки V2 складывается с входным напряжением источника Vб; в этом случае из-за того, что падение напряжения на первичной обмотке (пока ключ замкнут) составляет примерно Vб, V2 = (N+1)×Vб, или ключ может получить некоторое его управляющее напряжение или ток непосредственно из Vб, а остальное будет из наведённого V2. Поэтому напряжение управления ключом находится как бы «в фазе», в том смысле, что оно держит ключ замкнутым и это (через ключ) поддерживает входное падение напряжение первичной обмотки.
В том случае, когда сопротивление первичной обмотки или ключа мало, нарастание намагничивающего тока Iн линейно и описывается формулой в первом пункте. Если же сопротивление первичной обмотки, или ключа, или обоих (полное сопротивление R, например сопротивление первичной обмотки + сопротивление эмиттера, сопротивление канала полевого транзистора), постоянная времени L/R делает намагничивающий ток растущей кривой с постоянно уменьшающимся наклоном. В любом случае ток намагничивания Iн пересилит совокупный ток первичной обмотки (и ключа) I1. Без ограничителя он будет расти вечно.
- Однако, в первом случае (малого сопротивления), ключ в конце концов не сможет выдавать всё больше тока, что означает что его выходное сопротивление повысится настолько сильно, что падение напряжения на ключе станет равным напряжению питания; в этом случае ключ называется «насыщенным» (например это определяется коэффициентом усиления транзистора hfe или бетой).
- Во втором случае (например ощутимо сопротивление первичной обмотки и/или эмиттера) (уменьшающийся) наклон тока уменьшается до момента, когда наведённого во вторичную обмотку напряжения уже будет недостаточно для того, чтобы держать ключ открытым.
- В третьем случае, магнитный сердечник насыщается, что значит, что он больше не может позволить дальнейшего увеличения своего магнитного поля; при таком условии индукция первичной обмотки во вторую перестаёт работать.

В любом случае, скорость нарастания намагничивающего тока первичной обмотки (а потому и магнитного потока), или непосредственно скорость нарастания магнитного потока в случае насыщения магнитного сердечника, падает до нуля (или около того). В первых двух случаях, даже несмотря на то, что через первичную обмотку продолжает течь ток, он достигает устойчивого значения равного напряжению питания Vб поделённого на полное сопротивление R цепи первичной обмотки. В этом случае ограниченного тока магнитный поток трансформатора будет постоянным. Только меняющийся магнитный поток вызывает ЭДС индукции во вторичной обмотке, так что постоянный магнитный поток приведёт к тому, что этой ЭДС во вторичной обмотке не будет. Напряжение вторичной обмотки упадёт до нуля. В момент времени Tразомкнут ключ размыкается.

### Ключ разомкнут
Намагничивающий ток первичной обмотки теперь Iимпульс, макс. = V1×Tзамкнут/L. Энергия U = ½×L×Iимпульс, макс2 запасена в этом намагничивающем поле, созданном Iимпульс, макс. Теперь уже нет напряжения первичной обмотки (Vб), чтобы выдержать дальнейшие увеличения магнитного поля, или даже хотя бы поля в стабильном состоянии, ключ размыкается, тем самым сняв напряжение с первичной обмотки. Магнитное поле (поток) начинает обваливаться, и оный обвал выталкивает энергию обратно в схему, создавая ток и напряжение в витках первичной обмотки, вторичной обмотки, или обеих. Индукция в первичную обмотку будет происходить посредством её витков, через которые проходят линии магнитного поля (представлено индуктивностью первичной обмотки L); сжимающийся магнитный поток создаёт на первичной обмотке напряжение, заставляющее ток либо продолжать вытекать из первичной обмотки в (теперь разомкнутый) ключ или втекать в нагрузку цепи первичной обмотки такую как светодиод, стабилитрон и т. п. Индукция во вторичную обмотку будет происходить посредством её витков, через которые проходят взаимные (связанные) линии магнитного поля; эта индукция вызывает появление напряжения на витках вторичной обмотки, и если это напряжение не заблокировано (например диодом или очень высоким сопротивлением базы полевого транзистора), ток вторичной обмотки потечёт в цепь вторичной обмотки (только в противоположном направлении). В любом случае, если ток некому потреблять, напряжение на ключе подскочит очень быстро. Без нагрузки в цепи первичной обмотки или в случае очень малого тока вторичной обмотки, напряжение будет ограничено только паразитной ёмкостью обмоток (так называемая межвитковая ёмкость), и она может разрушить ключ. Когда в цепи присутствует только межвитковая ёмкость и мельчайшая нагрузка вторичной обмотки, начинаются очень высокочастотные пульсации, и эти «паразитные пульсации» представляют собою источник электромагнитных помех.
Напряжение вторичной обмотки теперь обращается в отрицательное следующим образом. Уменьшающийся магнитный поток наводит в первичной обмотке ток таким образом, чтобы он, вытекал из первичной обмотки в только что разомкнутый ключ, в том же направлении, в котором тёк пока ключ был замкнут. Чтобы ток вытекал из конца первичной обмотки, соединённого с ключом, напряжение на стороне ключа должно быть положительным по отношению противоположному концу, то есть которому со стороны источника напряжения Vб. Но это представляет собою напряжение первичной обмотки, противоположное полярностью тому, что было, пока ключ был замкнут: во время Tзамкнут, сторона ключа первичной обмотки была примерно нулём и поэтому отрицательной относительно стороны источника питания; теперь во время Tразомкнут оно стало положительным относительно Vб.
Из-за направления обмоток трансформатора, напряжение, появляющееся на вторичной обмотке теперь должно быть отрицательным. Отрицательное напряжение базы будет удерживать ключ (например биполярный NPN-транзистор или N-канальный полевой транзистор) разомкнутым, и это будет длиться до тех пор, пока вся энергия уменьшающегося магнитного потока не будет поглощена (чем-нибудь). Когда поглотителем является цепь первичной обмотки, например стабилитрон (или светодиод) с напряжением Vс, включённый обратно виткам первичной обмотки, формой тока будет треугольник со временем Tразомкнут, рассчитываемым формулой Ip = Iимпульс, макс — Vс×Tразомкнут/Lp, где Iимпульс, макс — ток первичной обмотки в момент размыкания ключа. Если поглотителем является конденсатор, напряжение и ток суть синусоида, и если поглотителем является конденсатор вместе с резистором, напряжение и ток имеют форму затухающей синусоиды.
Когда наконец энергия растратится, управляющая схема станет «разблокированной». Управляющее напряжение (или ток) в ключ теперь может свободно «втекать» в управляющий вход и замкнуть ключ. Это легче увидеть, когда конденсатор «переключает» управляющее напряжение или ток; пульсации переносят управляющее напряжение или ток с отрицательного (ключ разомкнут) через 0 в положительное (ключ замкнут).